# Amisano Gino Valenza
AGV S.p.A. (Amisano Gino Valenza) je italijansko podjetje, ki proizvaja motoristične čelade. Podjetje je leta 1946 ustanovil Gino Amisano, sprva je proizvajal usnjene sedeže in sedeže za motocikle. Leta 1947 je začel s proizvodnjo čelad. Od leta 2007 je AGV podružnica od italijanskega podjetja Dainese.
Znani motociklisti, ki so uporabljali čelade tega podetja so npr. Valentino Rossi in Giacomo Agostini. So pa AGV čelade uporabljali tudi Formula 1 vozniki, npr. Niki Lauda, Emerson Fittipaldi in Nelson Piquet